# Triticum
Il grano o frumento, arcaicamente anche tritico (con questi nomi si indica sia la pianta sia le cariossidi di tale pianta), è un genere della famiglia Poaceae (o Gramineae, nom. cons.), cereale di antica coltura, la cui area d'origine è localizzata tra Mar Mediterraneo, Mar Nero e Mar Caspio.

## Etimologia
Il termine "grano" deriva dal latino granum, con molteplici corrispondenze nell'area indoeuropea (cfr. irlandese grán, inglese corn, russo zernó, lituano žìrnis, Pashto zanai), da una radice con significato di "maturare", "invecchiare" (cfr. greco γέρων, "anziano"), oppure con significato di "tritare", "macinare".

## Tassonomia

### Classificazione del frumento

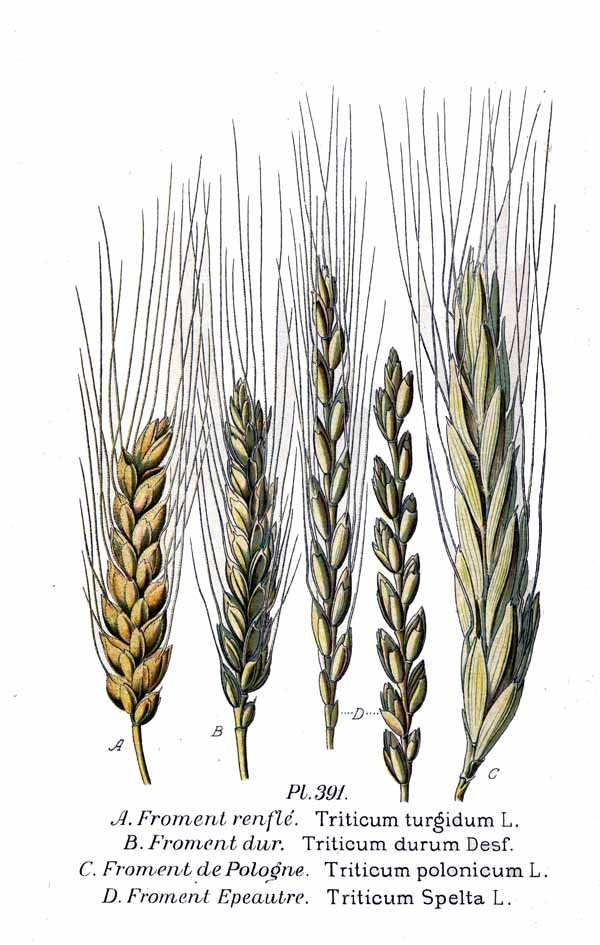
Spighe di varie specie di frumento

La classificazione del genere Triticum è complessa ed è stata oggetto di numerosi e successivi studi; quella di van Slageren è la più recente ed è attualmente accettata dalla maggior parte degli studiosi. Inoltre, alcuni studiosi hanno suggerito l'unificazione del genere Aegilops con il genere Triticum.
Per queste ragioni è possibile trovare citazioni di altre specie appartenenti al genere Triticum, attualmente declassate al rango di sottospecie o assegnate al genere Aegilops.
Il genere Triticum comprende sei specie classificate in base al livello di ploidia (ossia al numero di cromosomi che compongono il genoma) e alla composizione genomica.
Due specie sono diploidi con 14 cromosomi, due tetraploidi con 28 cromosomi e due esaploidi con 42 cromosomi.
- Triticum monococcum (diploide con genoma A m) comprende due sottospecie: T. monococcum aegilopoides, selvatico, e T. monococcum monococcum, coltivato, commercializzato con il nome di "piccolo farro";
- T. urartu (diploide con genoma A) esiste esclusivamente in forma selvatica. Benché i genomi di T. monococcum e T. urartu siano molto simili, le due specie sono considerate distinte poiché non danno progenie fertile se interfecondate;
- Il T. turgidum (tetraploide con genomi BA), commercializzato come "grano duro", è il frutto della ibridazione avvenuta tra una specie appartenente alla linea evolutiva dell'Aegilops speltoides e il polline di T. urartu.  T. turgidum comprende numerose sottospecie di cui una delle più importanti è T. turgidum dicoccum, coltivato e commercializzato con il nome di farro; dalla sottospecie T. turgidum dicoccum è stato successivamente derivato il grano duro (T. turgidum durum);
- T. timopheevii (tetraploide con genomi GA), benché molto simile al T. turgidum, è il frutto di un'ibridazione più recente avvenuta tra Aegilops speltoides e il polline di T. urartu. Se interfecondate, T. turgidum e T. timopheevii non danno progenie fertile e sono pertanto considerate specie differenti. A T. timopheevii appartengono due sottospecie: T. timopheevii armeniacum, forma selvatica dalla quale è stata addomesticata una forma coltivata in alcune regioni del Caucaso, T. timopheevii timopheevii;
- T. aestivum (esaploide con genomi BAD) è derivato dall'ibridazione di una sottospecie coltivata di T. turgidum e il polline di una specie selvatica, Aegilops tauschii. Tutte le diverse sottospecie sono coltivate, ma la più importante è il grano tenero;
- T. × zhukovskyi (esaploide con genomi GAAm ) è derivato dall'ibridazione tra T. timopheevii timopheevii e il polline di T. monococcum. Anche questa specie esiste solo in forma coltivata ed è presente in alcune regioni del Caucaso.

## Alimentazione
Il grano duro e il grano tenero sono utilizzati per l'alimentazione umana. Dal grano duro si producono semole e semolati dai granuli grossi con spigoli netti, mentre dal grano tenero si ottengono farine dai granuli sottili e tondeggianti.
Le farine di frumento, in generale, sono utilizzate per la panificazione, per la produzione di paste alimentari fresche o sottovuoto, di biscotti, di dolci, e altri prodotti da forno. Con le semole, ricavate dal grano duro, si producono pasta alimentare secca, alcuni tipi di pane, soprattutto nel Sud Italia (famosi sono il pane di Altamura,  di Cutro, di Castelvetrano e di Montecalvo Irpino), e prodotti da forno essiccati a lunga conservazione.
La legislazione italiana (legge n. 580 del 1967) prevede che la pasta secca debba essere fabbricata solo ed esclusivamente con semola di grano duro. Qualsiasi aggiunta, anche se parziale, di grano tenero costituisce una frode. Non è così però in altri Paesi in cui è possibile utilizzare la farina di grano tenero anche per la pasta.
Dalle cariossidi si ricavano anche amido e, previa fermentazione, alcol.
I principali componenti della farina sono l'amido e il glutine e inoltre destrina, zuccheri, gomme, piccole quantità di sostanze grasse, sostanze minerali, fosfati, sostanze coloranti e vitamine.
Con le moderne tecniche di macinazione, realizzate con laminatoi, dalla cariosside del frumento si separano come sottoprodotti: il germe, da cui si può ricavare un olio (detto olio di frumento) di colore giallo-bruno, soggetto a irrancidirsi facilmente e impiegato soprattutto nella produzione dei saponi; la crusca, adatta all'alimentazione zootecnica o come integratore alimentare per le diete.
Come prodotto di scarto, dalla coltivazione del grano deriva anche la paglia, impiegata per le lettiere dei bovini nelle stalle e per la fabbricazione della carta.

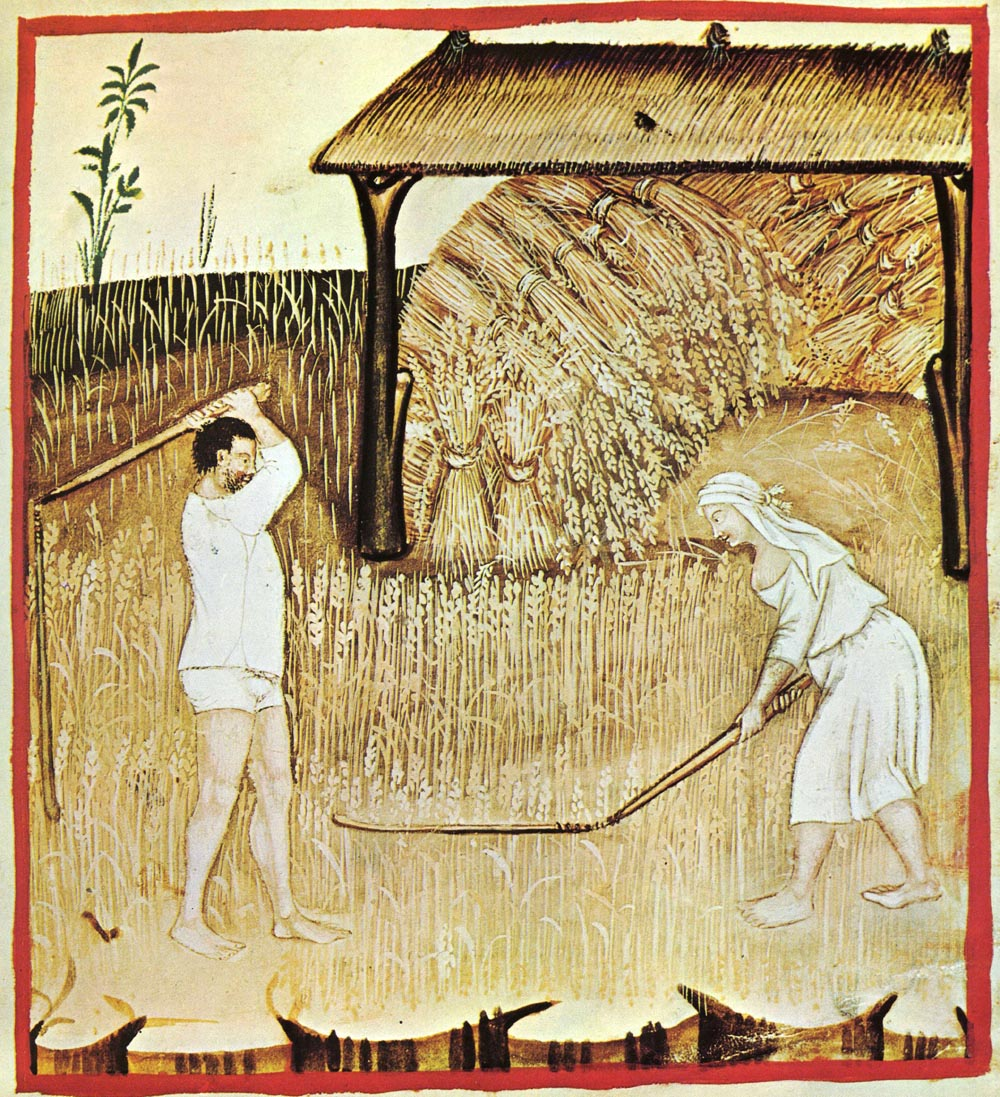
Piantagione di grano, Tacuinum sanitatis Casanatense (XIV secolo)

## Coltivazione

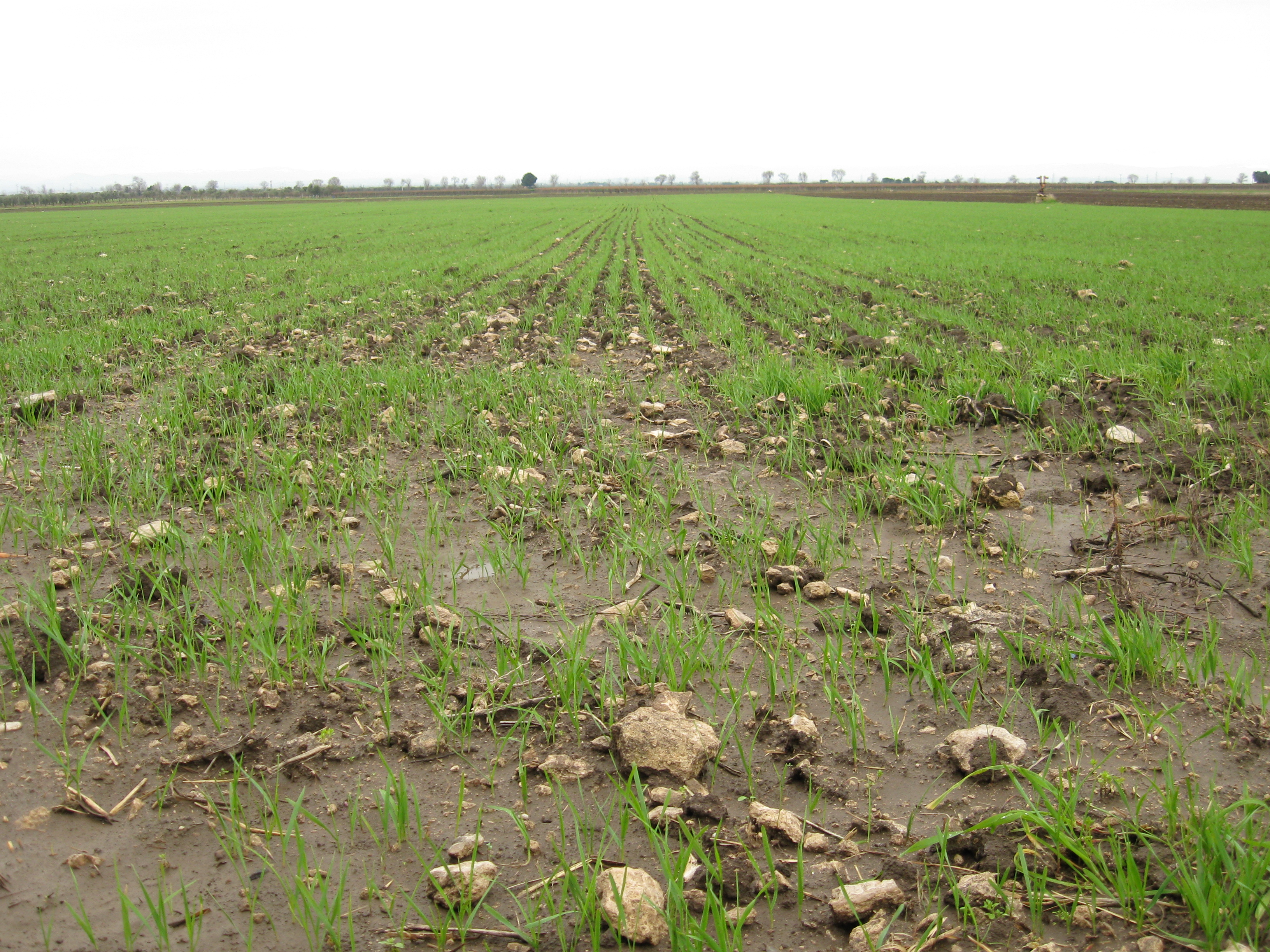
Campo di grano nel dicembre 2008 nella provincia di Foggia

Le varietà note, derivate dalle specie maggiormente coltivate, sono numerosissime, nell'ordine di qualche migliaio. I frumenti teneri comprendono il maggior numero di varietà e hanno la massima estensione colturale anche perché sono i soli in coltivazione nei paesi nordici. I grani duri, invece, sono più tipici dei paesi con clima temperato caldo.
L'Italia è un forte produttore di frumento a motivo, tra l'altro, del clima favorevole a questa coltura. In Italia il frumento occupa circa il 35% dei seminativi, circa un terzo dell'intera superficie in rotazione agraria e il 70% della superficie coltivata a cereali.
Nella pratica agricola i frumenti si distinguono in invernenghi (o autunno-primaverili) e in marzuoli (o primaverili). Queste due definizioni si riferiscono al diverso ciclo vegetativo della pianta. I primi hanno un ciclo più lungo e devono essere seminati prima dell'inverno, da metà ottobre a metà novembre. I secondi hanno un ciclo vegetativo più breve e vengono seminati in marzo. In Italia si dà la preferenza ai frumenti a lungo ciclo vegetativo e di norma si ripiega su quelli a breve ciclo solo quando l'andamento stagionale in autunno è stato così sfavorevole da impedire gran parte delle semine in tempo utile.
Una ricerca svolta su 108 diverse varietà di grano duro, sia antiche sia moderne, ha evidenziato che tutte le varietà di grano duro possiedono la stessa capacità di mettersi in simbiosi micorriza con le specie fungine Funneliformis mosseae e Rhizoglomus irregulare, che sono microrganismi benefici presenti nel suolo e che contribuiscono alla crescita della pianta permettendo di estrarre dal suolo le grandi quantità di nutrienti minerali fondamentali, a partire da fosforo e azoto.

## Produzione

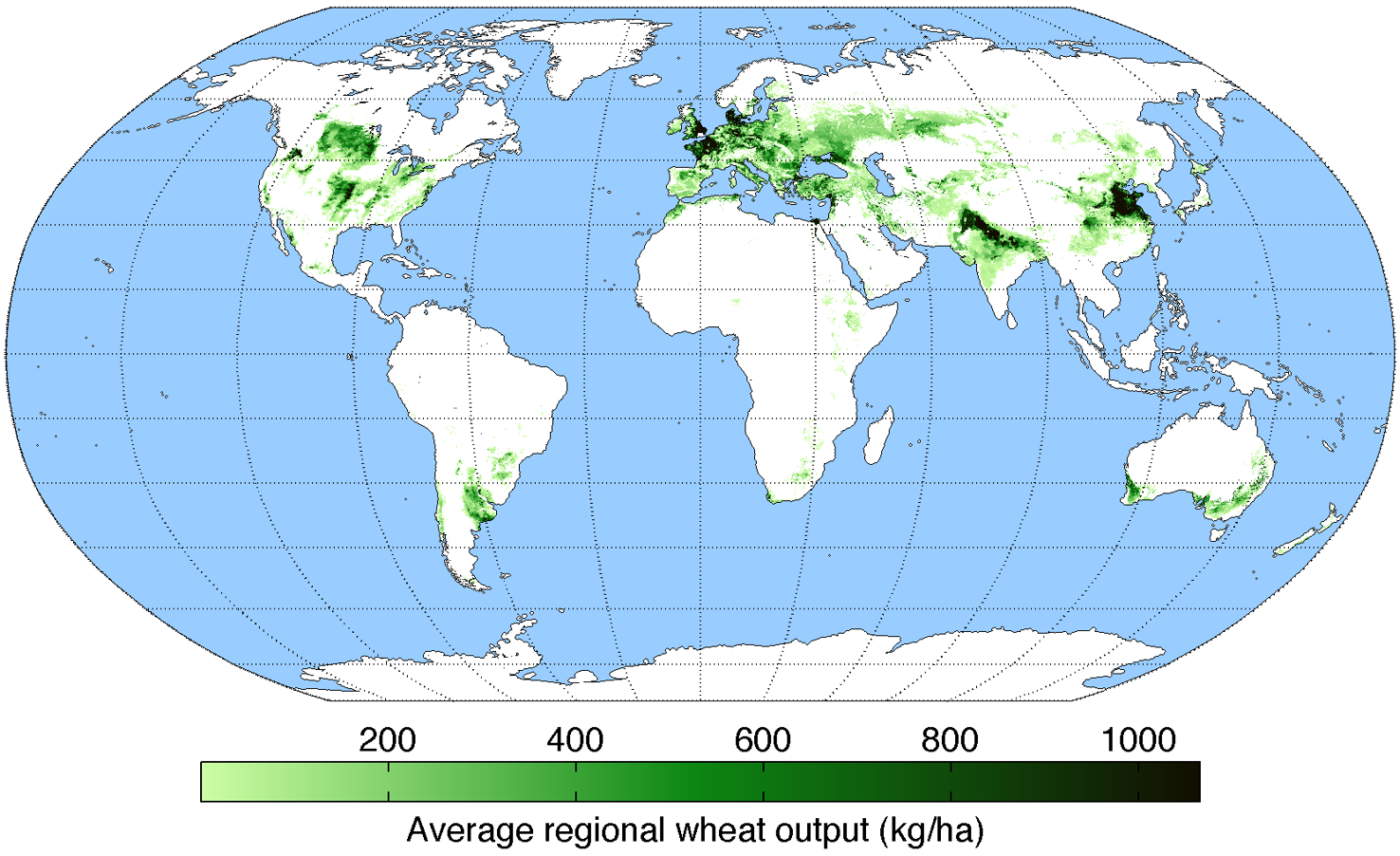
Una mappa della produzione di frumento in tutto il mondo.

La produzione mondiale di frumento è stata nel 2009 di 681,9 milioni di tonnellate, di cui 138,7 nella sola Unione europea. Sempre nel 2009 i primi cinque produttori mondiali sono stati la Cina (115 Mio), l'India (81 Mio), la Russia (62 Mio), gli Stati Uniti d'America (60 Mio) e la Francia (38 Mio).
L'Italia produce annualmente circa otto milioni di tonnellate di frumento. Importanti produzioni provengono dalla provincia di Foggia, nota come il Granaio d'Italia.
In Europa i Paesi più forti produttori sono (nell'ordine) la Francia, la Germania, il Regno Unito, l'Italia, la Romania, la Spagna e l'Ungheria. In America i maggiori produttori sono il Canada, gli Stati Uniti d'America e l'Argentina.
Il volume di granaglie scambiato tra le nazioni in un anno è di 244 milioni di tonnellate. Più della metà è negoziato da Cargill, multinazionale con centro in Minnesota, e circa il 25-30% dalla Archer Daniels Midland (ADM).
Molte sono le cause avverse che danneggiano la coltivazione del frumento, tra queste ci sono i parassiti.
| I dieci maggiori produttori di triticum nel 2018 | I dieci maggiori produttori di triticum nel 2018 |
| Paese                                            | Produzione (tonnellate)                          |
| ------------------------------------------------ | ------------------------------------------------ |
| Cina                                             | 131 440 500                                      |
| India                                            | 99 700 000                                       |
| Russia                                           | 72 136 149                                       |
| Stati Uniti                                      | 51 286 540                                       |
| Francia                                          | 35 798 234                                       |
| Canada                                           | 31 769 200                                       |
| Pakistan                                         | 25 076 149                                       |
| Ucraina                                          | 24 652 840                                       |
| Australia                                        | 20 941 134                                       |
| Germania                                         | 20 263 500                                       |
| Mondo                                            | 735 179 776                                      |

### Avversità

#### Parassiti
I principali parassiti crittogamici sono le specie fungine del genere Puccinia (agenti causali della "ruggine") (vedi Basidiomiceti), Erysiphe (agenti causali dell'oidio o "mal bianco"), Fusarium (agenti causali della "fusariosi della spiga"), Gaeumannomyces (agenti causali del "mal del piede") e Ustilago (agenti causali del "carbone").
La "carie" del frumento è dovuta a due specie di Tilletia.
Un parassita fungino, la Claviceps purpurea, per quanto sia più comune sulla segale (Segale cornuta), talvolta dà origine anche sul grano, specialmente in quello duro, a speciali formazioni dette "sclerozi", che derivano dalla trasformazione dell'ovario in un corpo allungato, duro e di colore scuro. Gli sclerozi contengono composti alcaloidi molto tossici per l'uomo, per cui vi è un limite legale di tolleranza pari all'1‰ di sclerozi nella massa.

#### Fitofagi
Fra i fitofagi sono le temibili larve di alcuni elateridi (Agriotes lineatus, Agriotes pilosus, ecc.), alcune cimici (Aelia rostrata, Aelia acuminata), lo Zabrus tenebrioides e le larve di alcune farfalle dei nottuidi, tra cui Agrotis segetum. Vi sono anche parassiti che danneggiano le cariossidi già trebbiate e immagazzinate, quali la calandra, le tignole e il tenebrione.
- L'arrabbiaticcio.

### Agrotecnica
Il terreno viene prima preparato con un'aratura di bassa-media profondità (20–35 cm), poi viene erpicato per affinarne la superficie e infine concimato. La semina si effettua a ottobre-novembre per le "colture invernali" che necessitano di molta umidità, per le altre colture la semina è primaverile. Se la semina è meccanizzata, avviene con una seminatrice a righe gravitazionale, che distribuisce i chicchi in file parallele poco distanziate, interrandoli a una profondità regolare di 2–3 cm; per un ettaro sono necessari circa due quintali di semi. Altre fasi della lavorazione sono la concimazione invernale (fatta di solito solo con concimi contenenti azoto ammoniacale, meno dilavabile dalle frequenti piogge di questo periodo), di norma integrato con fosforo ma anche con potassio, il diserbo chimico a febbraio per distruggere le erbe infestanti. La pianta si sviluppa rapidamente in primavera (levata) e raggiunge un'altezza pari a 40–80 cm; a giugno le spighe sono mature. Un vecchio metodo per controllare la maturazione consiste nello schiacciare i semi con i denti, quando sono duri e ruvidi è pronto per il raccolto.

### Il raccolto

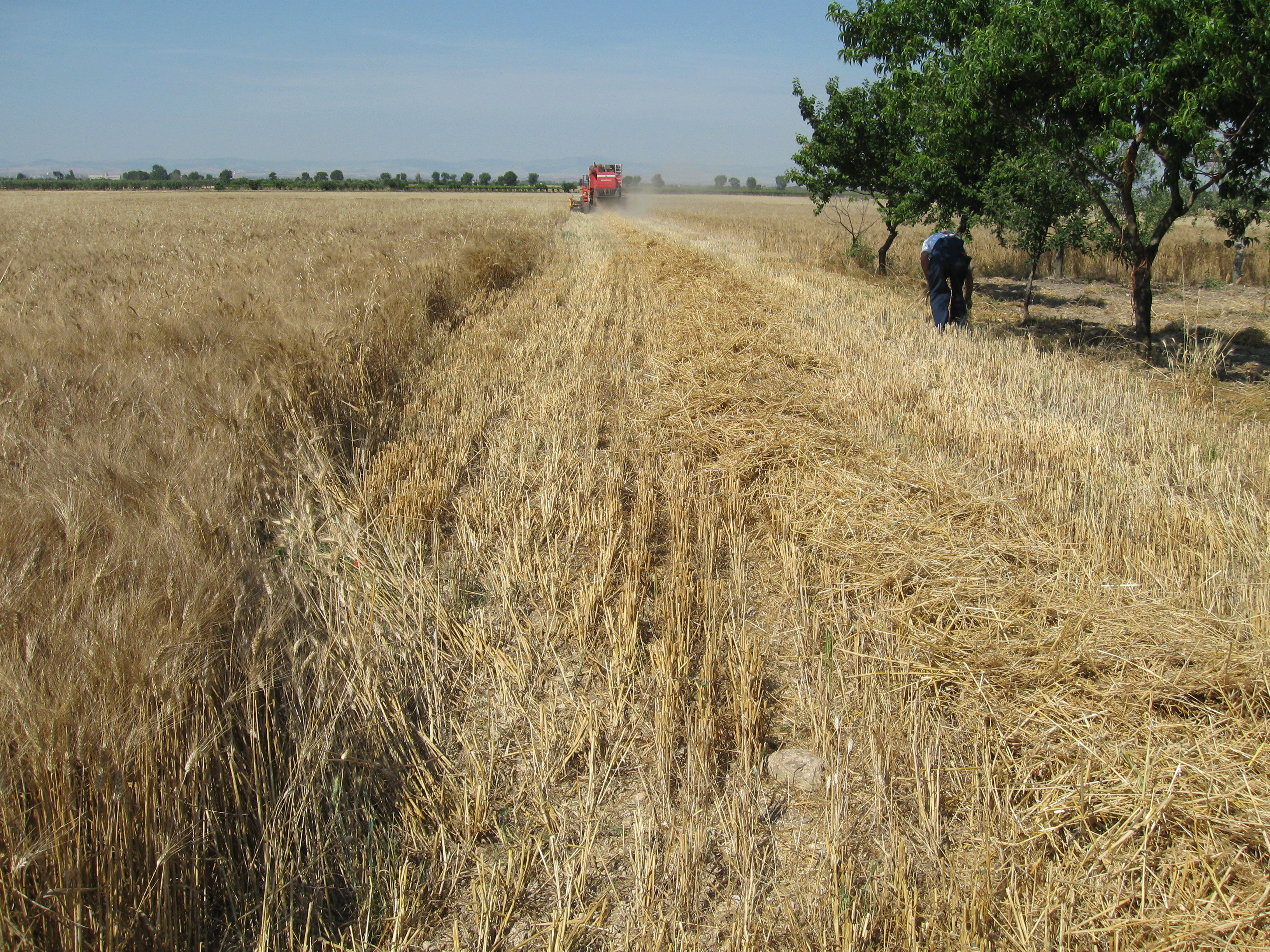
Raccolta grano con mietitrebbiatrice

Consiste nel taglio della pianta (mietitura) e nella separazione dei chicchi dalla paglia e dalla pula (trebbiatura). In genere queste due operazioni sono svolte contemporaneamente con l'impiego di una mietitrebbia.

### Qualità e resa
Nelle regioni a clima temperato freddo si coltiva il grano "tenero". Nelle regioni a clima temperato caldo si coltiva invece il grano "duro". La resa per ettaro può variare sensibilmente in dipendenza di diversi fattori tra cui principalmente l'andamento climatico stagionale e la rotazione colturale effettuata. In media la resa è 2,5-9 t/ha (tonnellata/ettaro) per il grano tenero, 1,5-5 t/ha per il grano duro.

### Varietà di frumento modificate geneticamente
Nel 1974 fu ottenuta una mutazione di grano duro, il "Creso", irradiando con raggi X e raggi gamma la varietà "Senatore Cappelli" (nome che il suo creatore Nazzareno Strampelli gli dette in onore del senatore Raffaele Cappelli, che gli aveva concesso i terreni per portare a termine le sue sperimentazioni). Il fusto del Creso risulta più basso e dunque più resistente all'allettamento, determinato dal vento, che rende difficoltosa la mietitura compromettendone la resa. Questo genere di modificazione genetica è esclusa dall'applicazione della regolamentazione europea sugli organismi geneticamente modificati (OGM) in quanto è stata ottenuta tramite mutagenesi.

## Storia
Il frumento fu tra le prime piante a essere coltivate prima per la paglia, usata per l'edilizia mischiata al fango per i muri, per giacigli e indumenti, solo dopo tempo vennero usati i semi a scopo alimentare. Il centro della sua domesticazione è stato identificato dagli archeologi in località diverse dell'ampia area che dai rilievi iraniani e dalle montagne dell'Anatolia raggiunge la costa della Palestina, comprendendo la valle del Tigri e dell'Eufrate, area che per la sua forma è stata definita la Mezzaluna Fertile. Nella "Mezzaluna" il centro originario della coltura è stato fissato da studiosi diversi in punti differenti. Gli ultimi studi, condotti comparando il corredo genetico dei frumenti selvatici tuttora esistenti e di quelli coltivati, hanno fissato la culla della coltivazione proprio nel centro geometrico della "Mezzaluna fertile" sui monti Karacadag, una catena posta tra l'alveo del Tigri e quello dell'Eufrate.
Archeologi e storici hanno ipotizzato l'importanza che la coltura del frumento possa avere svolto per spingere le prime società umane a forme di organizzazione più complesse. Mentre gli ortaggi possono essere coltivati, infatti, anche attorno a un campo di nomadi, il frumento, nelle condizioni climatiche della valle del Tigri-Eufrate, possono avere spinto i primi coltivatori a realizzare reti di canali per estendere la coltura, edificare le prime città difese da mura per tutelare il raccolto nel corso dell'anno e organizzare eserciti per difendere dai nomadi il territorio irrigato dai canali faticosamente realizzati, oltre che per procurare gli schiavi per estendere i canali a nuove superfici. È controversa l'opinione che il frumento ha costretto, in questi termini, l'uomo a organizzare la società civile.

### Domesticazione
I cacciatori-raccoglitori dell'Asia occidentale raccolsero il grano selvatico per migliaia di anni prima che venissero addomesticati, forse già nel 21000 a.C., ma costituivano una componente minore della loro dieta. In questa fase di coltivazione pre-domestica, le prime cultivar si diffusero in tutta la regione e svilupparono lentamente i tratti che finirono per caratterizzare le loro forme domestiche.
La raccolta e la semina ripetute dei chicchi di erbe selvatiche portarono alla creazione di ceppi domestici, poiché le forme mutanti ("sportive") di grano erano più adatte alla coltivazione. Nel grano domestico, i chicchi sono più grandi e i semi (all'interno delle spighette) rimangono attaccati alla spiga tramite un rachide indurito durante la raccolta. Nelle varietà selvatiche, un rachide più fragile permette alla spiga di frantumarsi facilmente, disperdendo le spighette. La selezione dei chicchi più grandi e delle teste non frantumabili da parte degli agricoltori potrebbe non essere stata deliberatamente intenzionale, ma semplicemente avvenuta perché queste caratteristiche rendevano più facile la raccolta dei semi; ciononostante tale selezione «accidentale» costituiva una parte importante della domesticazione delle colture. Poiché le caratteristiche che migliorano il grano come fonte di cibo comportano la perdita dei meccanismi naturali di dispersione dei semi della pianta, i ceppi di grano altamente addomesticati non possono sopravvivere allo stato selvatico.
Il grano monococco selvatico (T. monococcum subsp. boeoticum) cresce in tutta l'Asia sudoccidentale in parchi aperti e ambienti steppici. Comprende tre razze distinte, solo una delle quali, originaria dell'Anatolia sudorientale, è stata addomesticata.
La caratteristica principale che distingue il monococco domestico da quello selvatico è che le sue orecchie non si frantumano senza pressione, rendendolo dipendente dall'uomo per la dispersione e la riproduzione. Inoltre tende ad avere grani più larghi. Il farro selvatico è stato raccolto in siti come Tell Abu Hureyra (10700–9000 a.C. circa) e Mureybet (9800–9300 a.C. circa), ma le prime prove archeologiche della forma domestica arrivano dopo ca. 8800 a.C. nella Turchia meridionale, a Çayönü, Cafer Höyük e forse Nevalı Çori. Le prove genetiche indicano che questo è stato addomesticato in più luoghi in modo indipendente.
Il farro selvatico (T. turgidum subsp. dicoccoides) è meno diffuso del farro monococco, favorendo i terreni rocciosi, basaltici e calcarei che si trovano sui fianchi collinari della Mezzaluna Fertile. È più diversificato, con le varietà domestiche che rientrano in due gruppi principali: decorticate o non frantumate, in cui la trebbiatura separa l'intera spighetta; e la trebbiatura libera, dove i singoli chicchi vengono separati. Entrambe le varietà probabilmente esistevano nella preistoria, ma col tempo divennero più comuni le cultivar a trebbiatura libera. Il farro selvatico fu coltivato per la prima volta nel Levante meridionale già nel 9600 a.C. Studi genetici hanno scoperto che, come il farro, fu addomesticato nell'Anatolia sudorientale, ma solo una volta. La prima prova archeologica sicura del farro domestico proviene da Çayönü, c. 8300–7600 a.C., dove cicatrici distintive sulle spighette indicavano che provenivano da una varietà domestica decorticata. Reperti leggermente precedenti sono stati segnalati da Tell Aswad in Siria, c. 8500–8200 a.C., ma questi furono identificati utilizzando un metodo meno affidabile basato sulla dimensione dei grani.

### Agricoltura precoce
Falci in pietra con microlame venivano usate per raccogliere il grano nel periodo neolitico, c. 8500–4000 a.C. Il farro monococco e il farro sono considerati due dei raccolti primitivi coltivati dalle prime società agricole nell'Asia occidentale neolitica. Queste comunità coltivavano anche grano nudo (T. aestivum e T. durum) e una forma domestica ormai estinta di grano Zanduri (T. timopheevii), così come un'ampia varietà di altre colture cerealicole e no. Il grano era relativamente raro per i primi mille anni del Neolitico (quando predominava l'orzo), ma divenne un alimento base dopo l'8500 a.C. circa. La coltivazione precoce del grano non richiedeva molta manodopera. Inizialmente, gli agricoltori sfruttarono la capacità del grano di stabilirsi nelle praterie annuali recintando i campi contro gli animali al pascolo e riseminando i popolamenti dopo che erano stati raccolti, senza la necessità di rimuovere sistematicamente la vegetazione o coltivare il terreno. Potrebbero anche aver sfruttato le zone umide naturali e le pianure alluvionali per praticare l'agricoltura décrue, seminando i semi nel terreno lasciato dal ritiro delle acque alluvionali. Veniva raccolto con falci dalla lama di pietra.
La facilità di immagazzinare il grano e altri cereali portò le famiglie contadine a diventare gradualmente più dipendenti da esso nel corso del tempo, soprattutto dopo che furono sviluppate strutture di stoccaggio individuali sufficientemente grandi da contenere una fornitura superiore a un anno.
I chicchi di grano venivano immagazzinati dopo la trebbiatura, rimuovendo la pula. Veniva poi trasformato in farina utilizzando mortai di pietra macinata.
Il pane fatto con il farro macinato e i tuberi di una forma di giunco (Bolboschoenus glaucus) veniva prodotto già nel 12400 a.C. A Çatalhöyük ( 7100–6000 a.C. circa), sia il grano integrale sia la farina venivano usati per preparare pane, porridge e pappa. Oltre al cibo, il grano potrebbe essere stato importante per le società neolitiche anche come fonte di paglia, che poteva essere utilizzata come combustibile, per la produzione di vimini o per la costruzione di cannicci e fango.

### Diffusione

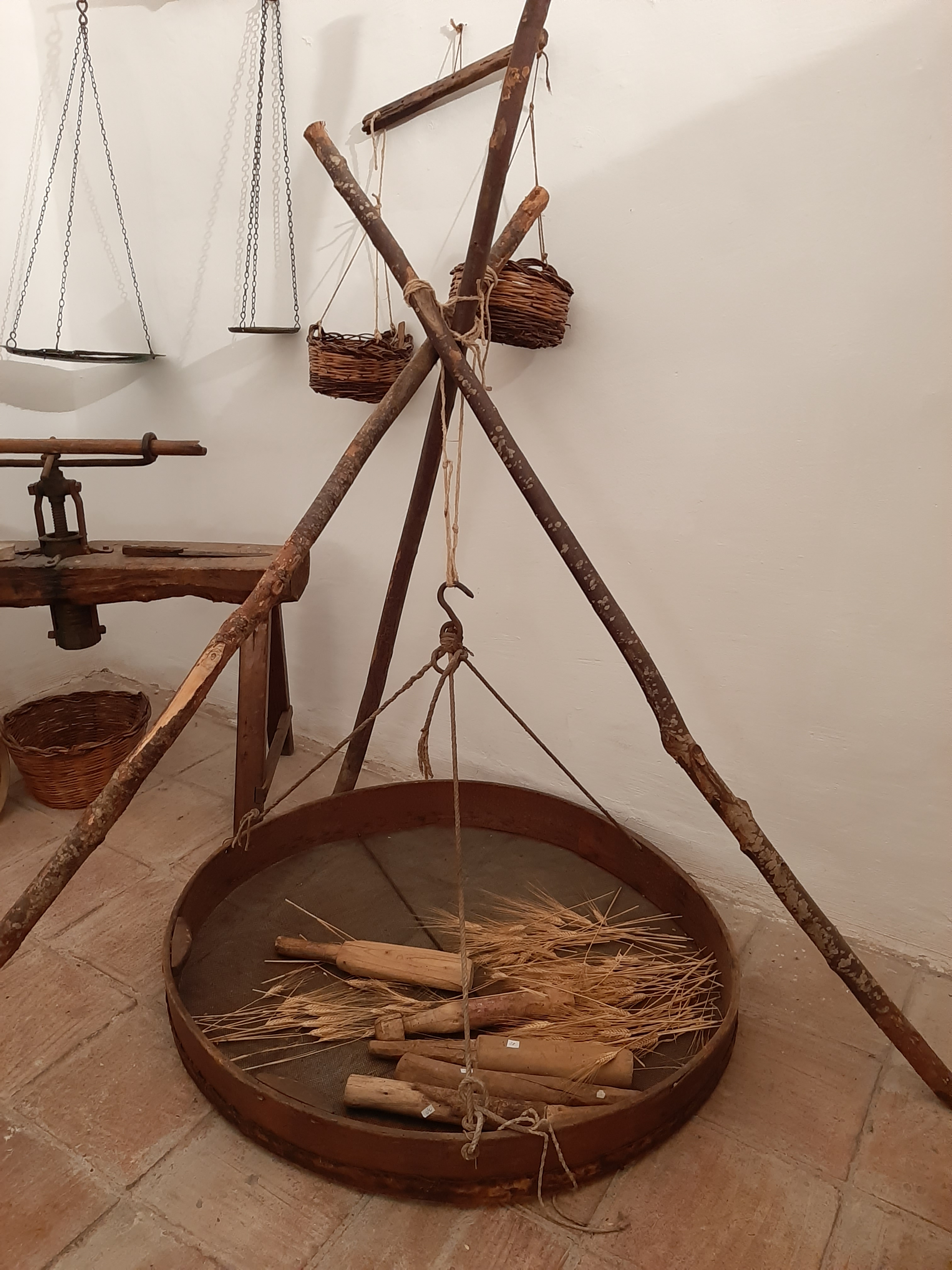
Tradizionale per la pulitura del frumento in Sicilia (Museo Civico Nicola Barbato, Piana degli Albanesi)

Il grano domestico si diffuse rapidamente in regioni dove i suoi antenati selvatici non crescevano naturalmente. Il farro fu introdotto a Cipro già nell'8600 a.C. e il farro piccolo c. Il farro raggiunse la Grecia nel 6500 a.C., l'Egitto poco dopo il 6000 a.C. e la Germania e la Spagna nel 5000 a.C. "I primi egizi furono sviluppatori del pane e dell'uso del forno e svilupparono la cottura al forno in una delle prime industrie di produzione alimentare su larga scala". Nel 4000 a.C., il grano aveva raggiunto le isole britanniche e la Scandinavia.
Il grano probabilmente apparve nel corso inferiore del fiume Giallo in Cina intorno al 2600 a.C.
La prova più antica dell'esistenza del grano esaploide è stata confermata attraverso l'analisi del DNA dei semi di grano, risalenti al 6400–6200 a.C. circa, recuperati da Çatalhöyük.
Nel 2023, il primo grano conosciuto con glutine sufficiente per il pane lievitato è stato trovato in un granaio ad Assiros in Macedonia datato 1350 a.C. Dal Medio Oriente, il grano continuò a diffondersi in tutta Europa e nelle Americhe attraverso lo scambio colombiano. L'assicurare alla città di Roma il regolare approvvigionamento del grano divenne il cardine della politica dell'Impero romano.
Il frumento rientrava nelle abitudini alimentari della plebe romana, a differenza dei Siciliani, consumatori di hordeum (orzo) sulla base della tradizionale agronomia greca. Le abitudini della plebs romana indussero a promulgare la legge Terenzia Cassia volta a reperire frumento di buona qualità.
Nelle isole britanniche, la paglia di grano (paglia) veniva utilizzata per le coperture dei tetti nell'età del bronzo e rimase di uso comune fino alla fine del XIX secolo.
Il pane di grano bianco era storicamente un alimento di alto rango, ma durante il diciannovesimo secolo divenne in Gran Bretagna un alimento di consumo di massa, sostituendo l'avena, l'orzo e la segale dalle diete del Nord del paese. Divenne «segno di un alto grado di cultura».
Dopo il 1860, l'enorme espansione della produzione di grano negli Stati Uniti inondò il mercato mondiale, abbassando i prezzi del 40% e (insieme all'espansione della coltivazione delle patate) diede un contributo importante al benessere nutrizionale dei poveri.

## Mercato del frumento
Il Wheat è il contratto futures con cui si scambia il frumento sui mercati finanziari.

### Fattori
Il prezzo del frumento è influenzato dai seguenti fattori:
- Dollaro statunitense: la valuta statunitense è la valuta di riserva mondiale. Di conseguenza, il grano, come altre materie prime, viene quotato in dollari USA. I venditori di grano ricevono meno dollari per il loro prodotto quando la valuta statunitense è forte e più dollari quando la valuta è debole. Pertanto, un dollaro USA forte deprime i prezzi del grano, mentre un dollaro americano debole li solleva. Inoltre, poiché gli Stati Uniti sono uno dei principali esportatori di grano, è probabile che il suo prezzo continuerà a essere quotato in dollari americani.
- Domanda e offerta: i governi spesso intraprendono azioni che provocano squilibri tra domanda e offerta nel mercato del grano. Ad esempio, negli ultimi anni l'India ha emanato dazi all'importazione sul grano nel tentativo di sostenere la produzione interna. Queste tasse potrebbero portare a una domanda depressa per le esportazioni e prezzi globali più bassi. D'altra parte, i paesi che sovvenzionano il grano con tasse o altri incentivi potrebbero cessare di farlo in futuro. Gli agricoltori passerebbero quindi alla coltivazione di altre colture, il che potrebbe causare una diminuzione delle forniture di grano e un aumento dei prezzi.
- Mercati emergenti: i modelli demografici globali stanno cambiando. La crescita della popolazione nel mondo sviluppato è stagnante o in calo, ma l'Africa, il Sud-est asiatico e il Medio Oriente stanno vivendo un boom demografico. Con l'aumento della popolazione in queste aree, aumenterà anche la loro domanda di cibo. Il grano è una fonte di cibo nutriente che cresce in una varietà di climi diversi, quindi probabilmente diventerà un elemento base nei mercati emergenti. Inoltre, man mano che questi paesi diventano più ricchi, il loro consumo di carne aumenterà probabilmente. Poiché il grano è un'importante fonte di mangime per il bestiame, anche questo dovrebbe aumentare i prezzi del grano. Naturalmente, se in queste regioni si verificassero importanti battute d'arresto economiche o politiche, i prezzi del grano probabilmente ne risentirebbero.
- Clima: le condizioni meteorologiche giocano un ruolo nella determinazione dei prezzi del grano. Se i raccolti soffrono a causa di troppe piogge o di condizioni simili alla siccità, i prezzi del grano potrebbero aumentare. D'altra parte, le condizioni meteorologiche ideali potrebbero aumentare i raccolti e abbassare i prezzi del grano. Tuttavia, l'offerta di grano è globale, quindi le scarse condizioni di crescita in una regione del mondo sono spesso compensate da condizioni favorevoli in un'altra area.
- Sussidi sull'etanolo: il governo degli Stati Uniti sovvenziona i coltivatori di mais per aiutare a incrementare la produzione di etanolo. Di conseguenza, negli ultimi anni gli agricoltori statunitensi hanno aumentato la superficie coltivata a mais a scapito del grano. Ciò ha comportato una minore produzione di grano e probabilmente ha contribuito ad aumentare i prezzi del grano. I sussidi per il mais sono politicamente controversi e, se dovessero cessare, la produzione di grano probabilmente aumenterà e i prezzi potrebbero scendere.

## Genetica
Il grano possiede il quadruplo dei geni di un essere umano. Un patrimonio genetico così ampio deriva dal fatto che il grano nasce della fusione di ben tre piante diverse, due graminacee e una pianta erbacea. Non è però ancora chiaro perché si sia conservato un numero così alto di geni di ognuna delle specie di origine.

## Lo spirito del grano
Nel folklore europeo si suppone spesso che lo spirito del grano si incarni in diversi animali: lupo, cane, lepre, gatto, volpe, gallo, oca, quaglia, capra, vacca, maiale, cavallo. Quando si taglia il grano l'animale fugge davanti ai mietitori e se un mietitore si ammala si ritiene che sia inciampato per errore sullo spirito del grano che l'ha quindi punito. La persona che taglia le ultime spighe o l'ultimo covone prende il nome dell'animale e conserva talvolta il nome per tutto l'anno. Talvolta chi ha battuto l'ultimo covone rappresenta esso stesso l'animale. Queste incarnazioni zoomorfe dello spirito del grano mettono in evidenza il carattere sacramentale della cena del raccolto: per i mietitori si tratta dunque di un pasto sacramentale.

### Divinità legate al grano
- Ašnan: dea sumera del grano;
- Ninlil: dea sumera del grano e dell'aria;
- Shala: dea babilonese della guerra e del grano;
- Nepri: dio egizio del grano;
- Uai: dio egizio creatore minore, creatore del grano;
- Demetra: dea greca dell'agricoltura, della fertilità, della natura, del grano, dei raccolti e delle messi;
- Cerere: divinità romana materna della terra, dell'agricoltura, del grano, della fertilità e dei raccolti;
- Conso: divinità romana del seme del grano e dei depositi per la sua conservazione;
- Robigus: dio romano della Ruggine del Grano;
- Ceridwen: dea celtica dell'ispirazione sacra, della rinascita, della trasformazione, del grano, della natura, delle erbe e della magia;
- Sif: dea vichinga del grano, del raccolto, della terra e delle messi;
- Inari: dea giapponese del riso, della fertilità, dell'agricoltura, delle volpi, dell'industria, del grano e del successo terreno;
- Mama Zara: dea inca del mais, del grano e della fertilità, protettrice del focolare;
- Yum Kaax: dio maya dell'agricoltura, del grano, del mais, delle piante selvatiche e degli animali.